# Список мэров Куско
Список мэров Куско — список людей, занимавших должность главы муниципалитета Куско, столицы Провинции Куско, в Департаменте Куско, Перу.
- Давид Чапарро Пареха, 1938—1942
- Альфредо Диас Кинтанилья, AP-DC, 1964—1966
- Карлос Чакон Галиндо, 1967—1969
- Эрнан Вильфредо Монсон Васкес, AP, 1981—1983
- Даниэль Эстрада Перес, IU, 1984—1986
- Карлос Чакон Галиндо, PAP, 1987—1989
- Даниэль Эстрада Перес, IU, 1990—1992
- Даниэль Эстрада Перес, L.I.No.3, 1993—1995
- Рауль Салисар Саико, L.I.No.17, 1996—1998
- Карлос Марио Валенсия Миранда, 1999—2002
- Карлос Марио Валенсия Миранда, непартийный, 2003—2006
- Марина Секейрос Монтесинос, UPP, 2007—2008
- Мариано Бака Анайа, UPP 2008—2009
- Луис Флорес Гарсия, UPP 2009—2010